# Денис Прохоров
Денис Прохоров (біл. Дзяніс Прохараў; 1995, Білорусь) — білоруський доброволець, який бере участь у Російсько-українській війні на боці України.

## Біографія
В 2014 році переїхав з Білорусі в Україну і вступив в батальйон «Азов», служив інструктором з фізичної, потім — з тактичної підготовки. В 2015 році бився біля Мар'їнки у складі тактичної групи «Білорусь». В 2019 році отримав громадянство України.
Після початку повномасштабного вторгнення в Україну брав участь у боях за Київ і Бучу, під час останньї був поранений шрапнеллю. В 2022 році очолив полк імені Кастуся Калиновського. В квітні 2024 року замінений Павлом Шурмеєм.

## Нагороди
- Медаль ордена Погоні (2024)[6]